# 和歌山県道173号有田港線
和歌山県道173号有田港線（わかやまけんどう173ごう ありだこうせん）は、和歌山県有田市を通る一般県道である。

## 概要
有田港（有田市港町）から有田市箕島に至る。

### 路線データ
- 起点：和歌山県有田市港町（有田港）
- 終点：和歌山県有田市箕島（有田大橋ガード下交差点、国道42号交点、国道480号終点）
- 実延長：1.3 km

## 歴史
本路線は、道路法（昭和27年法律第180号）第7条の規定に基づき、一般県道として1959年（昭和34年）に和歌山県が第1次認定した路線のひとつである。

### 年表
- 1959年（昭和34年）5月14日 - 和歌山県が一般県道として有田港線を認定[1]。

## 路線状況

### 道路施設

#### 橋梁
- 新川橋（有田市）
- 天甫橋（内川、有田市）

## 地理

### 通過する自治体
- 和歌山県
  - 有田市

### 交差する道路
| 交差する道路       | 交差する場所 | 交差する場所                  |
| ------------------ | ------------ | ----------------------------- |
| 国道42号 国道480号 | 箕島         | 有田大橋ガード下交差点 / 終点 |

### 沿線
- 有田港